# Корона от мечове
Корона от Мечове (на английски: A Crown of Swords) е седма част от фентъзи поредицата „Колелото на времето“ от американския писател Робърт Джордан. Издадена е от Tor Books на 15 май 1996 г. и се състои от пролог и 41 глави.

## Сюжет
Ранд ал-Тор, Прероденият дракон, се подготвя да нападне Отстъпника Самаил в Иллиан, докато живее с любовницата си Мин Фаршоу; освен това се опитва да прекърши въстанието в Кайриен, водено от Каралайн Дамодред и Торам Риатин. По време на това начинание Падан Фейн смъртоносно го ранява с камата от Шадар Логот. Ранд обаче е Изцелен от две Жълти Айез Седай и от Аша'ман Деймир Флин и след възстановяването си взема група Аша'ман със себе си в Иллиан и побеждава Самаил след двубой с Единствената сила в Шадар Логот. Така Ранд става притежател на короната на Иллиан, наричана преди Лавровата корона, а сега Корона от мечове.
Егвийн ал-Вийр и Сюан Санче манипулират бунтовническия съвет в Салидар в опит да противодействат на Айез Седай в Кулата. След като двете изследват подозренията на Сюан относно Миреле, Егвийн открива, че Моарейн е предала връзката си с Лан на Зелената сестра и използва това обстоятелство, за да накара Нисао и Миреле да ѝ се закълнат във вярност. Тя заприда Портал за Лан, който се отваря на няколко дни път от Ебу Дар, и го изпраща в алтарската столица, за да бъде с Нинив и да действа като неин Стражник.
В Ебу Дар Елейн Траканд, Нинив ал-Мийра, Авиенда и Мат Каутон търсят тер-ангреал, наречен Купата на Ветровете, за да прогонят неестествената жега, дело на Тъмния. Те я намират и си осигуряват помощта на Родството (група прогонени и избягали от Кулата жени) и на Ветроловките на Морския народ. Сблъскват се с голам — създание на Сянката, което успешно се бие срещу преливащи. При напускането на града Мат изостава, докато търси малкия Олвер, и междувременно Ебу Дар е превзет от Сеанчан.